# Paraphlepsius acutus
Paraphlepsius acutus är en insektsart som beskrevs av Crowder 1952. Paraphlepsius acutus ingår i släktet Paraphlepsius och familjen dvärgstritar. Inga underarter finns listade i Catalogue of Life.